# Minenachterbahn

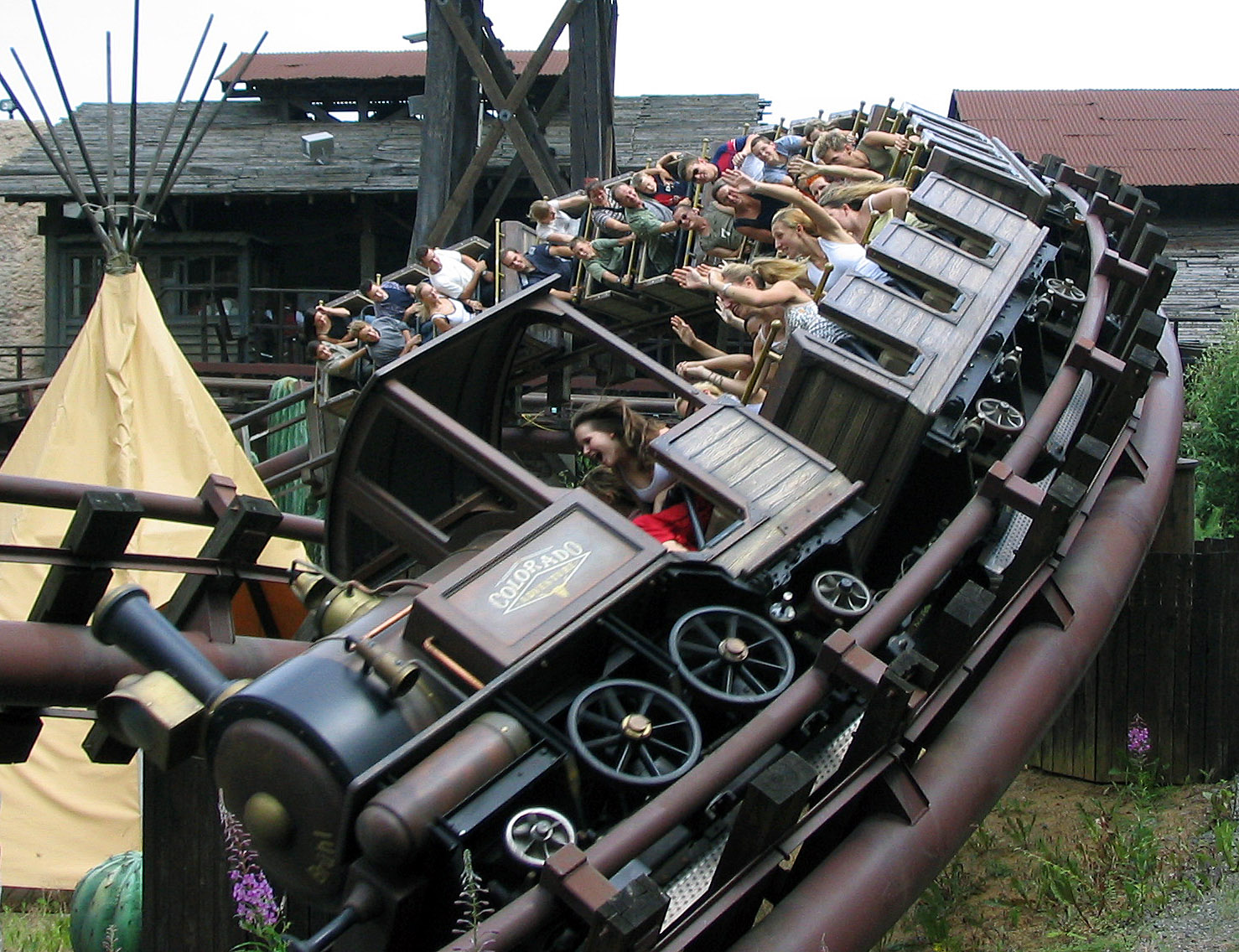
Colorado Adventure im Phantasialand

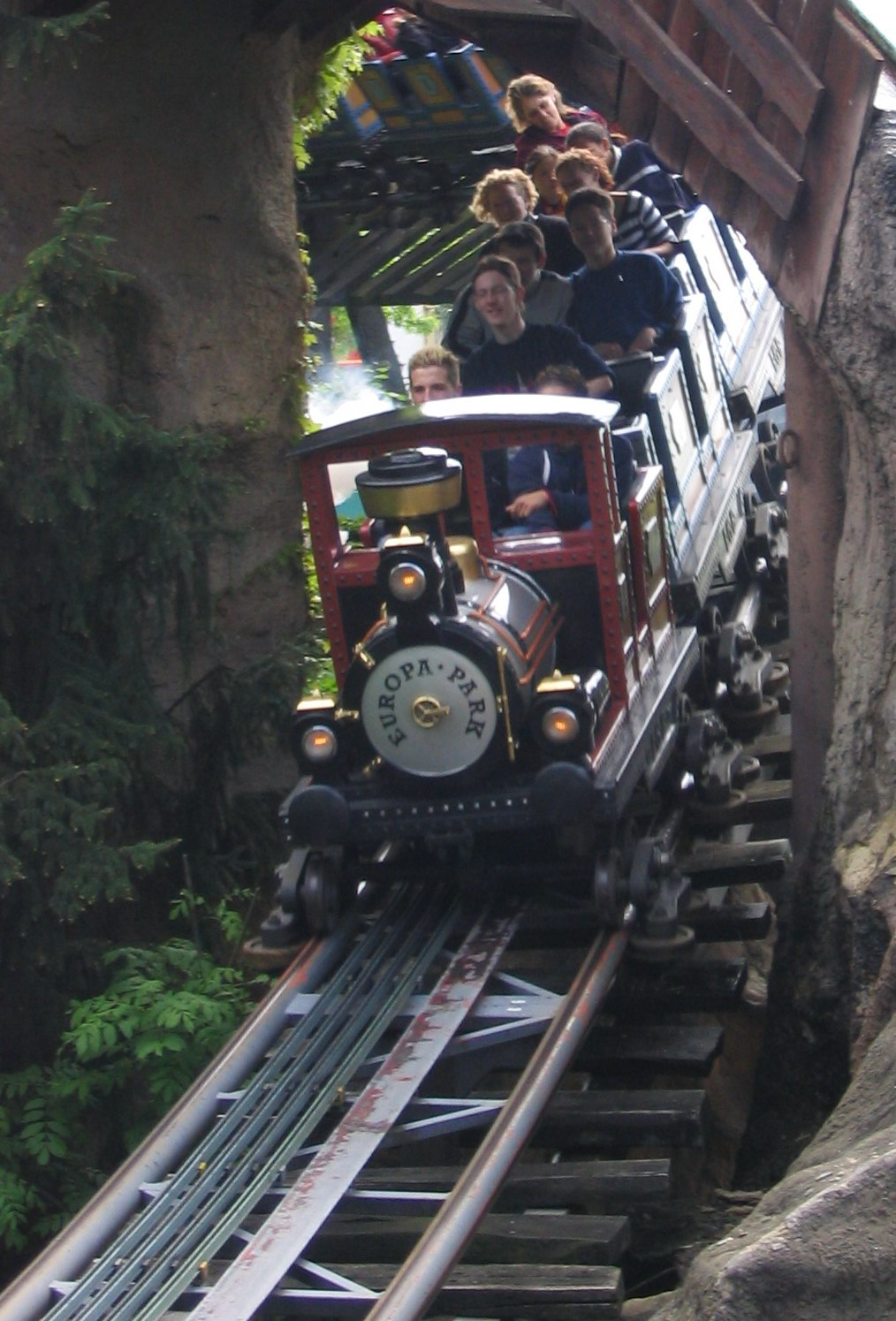
Alpenexpress Enzian, ein Powered Coaster im Stil einer Minenachterbahn

Eine Minenachterbahn (englisch Mine Train roller coaster) ist eine meist im Wild-West-Stil oder im Stil eines Bergwerkes thematisierte Achterbahn, in der die Fahrgäste eine rasante Fahrt durch ein Bergwerk, ein Gebirge oder sonstige Western-Szenerie erleben. Die Züge sind meistens Nachbildungen von Grubenbahnen oder Loren, mit denen Erz, Kohle und andere Rohstoffe zu Tage befördert werden. Die Storylines vieler Minenachterbahnen orientieren sich vornehmlich am „Großen Goldrausch“, der unter anderem in Colorado seine Hochzeit erlebte.
Typische Fahrelemente von Minenachterbahnen sind stark quergeneigte Kurven und Helices, während auf Abfahrten aus großer Höhe meist verzichtet wird (die Höhenunterschiede betragen typischerweise nicht mehr als 15 Meter). Aus diesem Grund besitzen viele Minenachterbahnen mehr als einen Lifthill. Die Schienen einiger Minenachterbahnen verfügen über Holzschwellen, die jedoch keine Funktion haben, sondern nur zur Zierde an den Schienen angebracht sind und den Eindruck vermitteln sollen, es handele sich um echte Bahngleise.

## Geschichte
Die erste Minenachterbahn ihrer Art ist Runaway Mine Train (bis 1995 Run-A-Way Mine Train) im Freizeitpark Six Flags Over Texas. 1966 von Arrow Dynamics gebaut, ist sie somit die älteste Achterbahn im Park und – zusammen mit der 1959 (ebenfalls von Arrow Dynamics) gebauten Matterhorn Bobsleds im kalifornischen Disneyland – eine der ersten Stahlachterbahnen mit röhrenförmigen Schienen.

## Typen und Hersteller
Minenachterbahnen gibt es in verschiedenen Ausführungen von verschiedenen Herstellern, darunter auch von Vekoma, welche mit dem Modell Custom MK-900 M für den Bau von Colorado Adventure im Phantasialand und Big Thunder Mountain im Disneyland Resort Paris verantwortlich zeichneten. Eine ähnliche Bahn betreibt Mack Rides mit dem Alpenexpress Enzian im Europa-Park, einem Powered Coaster, der zwar im Stil einer Minenachterbahn aufgebaut ist, allerdings nicht als reine Minenachterbahn kategorisiert werden kann, da Achterbahnen vom Typ Powered Coaster unterschiedliche thematische Ausführungen haben können.

## Liste bekannter Auslieferungen
| Achterbahn                             | Betreiber                                          | Land                | Hersteller          | Eröffnung               |
| -------------------------------------- | -------------------------------------------------- | ------------------- | ------------------- | ----------------------- |
| Adventure Express                      | Kings Island                                       | Vereinigte Staaten  | Arrow Dynamics      | 1991                    |
| Alpenexpress „Enzian“                  | Europa-Park                                        | Deutschland         | Mack Rides          | 1984, Neueröffnung 2024 |
| Big Grizzly Mountain Runaway Mine Cars | Hong Kong Disneyland                               | Volksrepublik China | Vekoma              | 2012                    |
| Big Thunder Mountain Railroad          | Disneyland Resort – Disneyland Park                | Vereinigte Staaten  | Dynamic Attractions | 1979                    |
| Big Thunder Mountain Railroad          | Walt Disney World Resort – Magic Kingdom           | Vereinigte Staaten  |                     | 1980                    |
| Big Thunder Mountain                   | Disneyland Paris – Disneyland Park                 | Frankreich          | Vekoma              | 1992                    |
| Big Thunder Mountain                   | Tokyo Disney Resort – Toyko Disneyland             | Japan               |                     | 1987                    |
| Calamity Mine                          | Walibi Belgium                                     | Belgien             | Vekoma              | 1992                    |
| Cedar Creek Mine Ride                  | Cedar Point                                        | Vereinigte Staaten  | Arrow Dynamics      | 1969                    |
| Colorado Adventure                     | Phantasialand                                      | Deutschland         | Vekoma              | 1996                    |
| El Diablo – Tren de la Mina            | PortAventura                                       | Spanien             | Arrow Dynamics      | 1995                    |
| Expedition Everest                     | Walt Disney World Resort – Disney’s Animal Kingdom | Vereinigte Staaten  | Vekoma              | 2006                    |
| Runaway Mine Train                     | Six Flags Over Texas                               | Vereinigte Staaten  | Arrow Dynamics      | 1966                    |